# Raiganj (underdistrikt i Bangladesh)
Raiganj är ett underdistrikt i Bangladesh. Det ligger i den centrala delen av landet, 120 km nordväst om huvudstaden Dhaka.
Trakten runt Raiganj består till största delen av jordbruksmark. Runt Raiganj är det tätbefolkat, med 982 invånare per kvadratkilometer.